# 일본풀개미
일본풀개미는 개미과에 속하는 개미의 종으로서 동아시아와 러시아에 서식한다. 여왕개미가 한 무리 당 한 마리이며 여왕개미는 9mm, 일개미는 3~5mm이다. 둥지는 주로 땅 속 바위 밑에 지으나 죽은 나무에서 만들기도 한다. 작은 곤충, 꿀, 씨앗 등을 먹고 진딧물을 사육하여 단물을 얻어낼 수 있다. 일본풀개미의 여왕은 15000마리의 일개미까지 낳을 수 있으나 보통 4000~7000마리의 일개미를 낳으며 약 12년간 산다. 혼인비행을 하여 번식한다. 몸에 털이 있다. 혼인비행은 6~8월까지 진행되며 이 무렵 혼인 비행을 마친 새로운 여왕 개체가 쉽게 발견된다.